# Skansnäsån
Skansnäsån este o arie protejată (arie specială de conservare — SAC, sit de importanță comunitară — SCI) din Suedia întinsă pe o suprafață de 287 ha, integral pe uscat.

## Localizare
Centrul sitului Skansnäsån este situat la coordonatele 65°15′43″N 16°03′09″E / 65.2619°N 16.0525°E.

## Înființare
Situl Skansnäsån a fost declarat sit de importanță comunitară în iunie 2001 pentru a proteja 2 specii de animale. Situl a fost protejat și ca arie specială de conservare în decembrie 2009.

## Biodiversitate
Situată în ecoregiunea alpină, aria protejată conține 1 habitat natural: Cursuri de apă de la nivel de câmpie la nivel montan, cu vegetație Ranunculion fluitantis și Callitricho-Batrachion.
La baza desemnării sitului se află mai multe specii protejate:
- mamifere (1): vidră de râu (Lutra lutra)
- nevertebrate (1): Margaritifera margaritifera